# Lvea Aem
Lvea Aem är ett distrikt i Kambodja.   Det ligger i provinsen Prey Veng, i den södra delen av landet, 23 km öster om huvudstaden Phnom Penh.